# Agustín Barrios
Agustín Pío Barrios (vagy Agustín Barrios Mangoré, még Nitsuga Mangoré) (San Juan Bautista, 1885. május 5. – San Salvador 1944. augusztus 7.) guaraní származású paraguayi gitárművész és zeneszerző. A 20. század első felének legnagyobb hatású gitáros zeneszerzői közé tartozik.

## Tanulóévei
Agustín Barrios San Juan Bautista de las Misiones városában, Paraguay déli, Misiones nevű közigazgatási területének (departamento) székhelyén született. Apja Doroteo Barrios argentin állampolgár, hazájának Misiones-beli konzulja, anyja Martina Ferreira, leányiskolai tanítónő volt. Népes családjának rendkívüli muzikalitására jellemző, hogy hét testvérének mindegyike játszott valamilyen hangszeren, együtt alkalmanként családi zenekarként léptek fel.
13 éves korában felfigyelt tehetségére Gustavo Sosa Escalada gitárművész, akinek 1898-tól tanítványa lett, és aki klasszikus gitározásra tanította. Az ő irányítása alatt kezdte tanulmányozni a kor és a múlt leghíresebb gitárosainak, gitáros szerzőinek zenéjét, köztük Francisco Tárrega, Fernando Sor, Dionisio Aguado, Julián Arcas műveit. Mestere ösztönzésére zenei tanulmányait Asunciónban, az ottani Colegio Nacionalban folytatta, ahol tanára Nicolino Pellegrini volt.
Nemcsak a zenében mutatkozott meg rendkívüli tehetsége, de a filozófia, a matematika, a költészet és az újságírás terén is. Anyanyelvén, a spanyolon és a guaranín kívül jól értett, olvasott angolul, németül, franciául.

## Zenészi pályafutása
Tanulmányainak befejezése után azonnal koncertezni és komponálni kezdett, 1908-ra már Paraguay-szerte ismert művész volt. 1910-től kezdett más dél-amerikai országokban fellépni, a következő 12 évben Argentínában, Uruguayban, Brazíliában, Chilében fordult meg. Ez idő tájt születtek többek között La Catedral, Estudios y Preludios, Madrigal, Allegro Sinfónico és Las Abejas című művei, előadóként nemzetközileg is a legjobbak közé emelkedett.
1922-től 1925-ig Paraguayban élt, majd véglegesen elhagyta az akkoriban polgárháborúba süllyedő országot. A következő években Brazíliában koncertezett, itt ismerte meg Gloriát, aki élete végéig hű társa lett, majd Közép-Amerika országaiban, Mexikóban járt. 1934-ben európai körutat tett, Brüsszel, Párizs, Berlin és Madrid voltak ennek legfontosabb állomásai.
1936-ban tért vissza Európából, újra Közép-Amerikában, a karibi országokban, Mexikóban koncertezett, de az a régi vágya, hogy eljusson az Amerikai Egyesült Államokba, sosem valósult meg, mivel Gloria nem kapott beutazási vízumot. Mexikóban kezdett egészségi állapota romlani, az ország elnökének meghívására El Salvadorban keresett pihenést, gyógyulást.
1944. augusztus 7-én, 59 éves korában hunyt el infarktusban, hamvai a San Salvador-i Cementerio de Los Ilustres temetőben nyugszanak.

## Személyisége
Barrios rapszodikus, különc természetű művész volt. Hosszú depressziós korszakai voltak, mikor nem komponált és nem nyúlt hangszeréhez, ezeket euforikus szakaszok követték, melyek során fáradhatatlanul gyakorolt, ontotta magából műveit.
1932-ben Brazíliában, Bahiában lépett fel első ízben mint „Nitsuga Mangoré, Paraguay őserdeinek gitáros Paganinije”. A Nitsuga név nem más, mint az Agustín fordítva kiolvasva, a Mangoré pedig egy legendás, a spanyol hódítók ellen harcoló guarani főnök, kacika (cacique) neve volt. Koncertjein ettől kezdve hagyományos paraguayi népviseletet hordott. Új, választott személyazonossága hatalmas sikert aratott, nemsokára az új nevén sokfelé ismertebb volt, mint a valódin. Annyira, hogy gyakran még napjainkban is készpénznek veszik az általa saját magáról kreált „zseniális vadember” imázst, holott származása, műveltsége alapján Barrios kora dél-amerikai városi középosztályához tartozott.

## A zeneszerző
A fiatal Barrios legelőször hazája népzenéjével került érintkezésbe, zenéjére a kezdetektől fogva nagy hatással volt a cueca, a milonga, a tangó, az argentin zamba, a paraguayi polka és sok más dél-amerikai népzenei, népszerű zenei stílus. Zenei tanulmányai során nemcsak a gitárirodalom nagyjaival, de az európai zenetörténet klasszikusaival is elmélyülten foglalkozott. A zenetudományban való jártassága segített neki abban, hogy a barokk, a klasszika és a romantika eszközeit, kompozíciós technikáit műveiben felhasználja, utánozza, egymással, és népzenei hatásokkal vegyítse. Mindezeken kívül zenéjének fontos inspirációt adott még mély vallásossága, ezzel kapcsolatos élményei is.
Habár a 20. században élte élete javát, művészete leginkább a 19. századi romantikához köthető. Művei sokféle forrásból táplálkoznak, eklektikusak, de mindig tele vannak érzékenységgel, költészettel. Több, mint 300 gitárdarabot komponált, ő volt az első klasszikus gitáros, akinek játékát, műveit hanglemezre rögzítették. Sajnos, sok darabja elveszett, többet csak a hanglemezek segítségével lehetett rekonstruálni. Halála után szerzeményei hosszú időre feledésbe merültek, csak az 1960-as évektől kezdték újra felfedezni, játszani őket.

## Néhány ismertebb műve
- Aconquija
- Allegro Sinfónico
- Cueca
- Danza Paraguaya
- Estudio de Concierto
- Jha, Che Valle
- Julia Florida
- Las Abejas
- La Catedral
- London Karape
- Madrigal-Gavota
- Maxixa
- Mazurka Apasionata
- Preludio
- Sueño de la muñequita
- Un sueño en la Floresta
- Una limosnita por amor de Dios
- Vals no. 3
- Vidalita